# Жизе ла Кудр
Жизе ла Кудр (фр. Gisay-la-Coudre) насеље је и општина у северној Француској у региону Горња Нормандија, у департману Ер која припада префектури Берне.
По подацима из 2011. године у општини је живело 234 становника, а густина насељености је износила 14,38 становника/km². Општина се простире на површини од 16,27 km². Налази се на средњој надморској висини од 192 метара (максималној 208 m, а минималној 162 m).

## Демографија
| 1962. | 1968. | 1975. | 1982. | 1990. | 1999. | 2011. |
| ----- | ----- | ----- | ----- | ----- | ----- | ----- |
| 225   | 252   | 242   | 227   | 221   | 233   | 234   |

График промене броја становника у току последњих година